# براناب مخرجي
براناب كومار مخرجي (بالبنغالية: প্রণব মুখোপাধ্যায়) (مواليد 11 ديسمبر 1935) هو رئيس الهند الثالث عشر، ووزير المالية الهندي السابق وعضو حزب المؤتمر الحاكم في الهند. أخذ مخرجي استراحة من العمل السياسي في عام 1969 عندما ساعدته رئيسة الوزراء آنذاك أنديرا غاندي في انتخابه لعضوية مجلس الشيوخ الهندي (راجيا سابها)، مجلس الشيوخ في البرلمان الهندي، على بطاقة الكونغرس الانتخابية. أصبح واحدًا من أكثر مساعدي غاندي الموثوق بهم بعد صعوده السريع، ووزيرًا في حكومتها في عام 1973. بلغت خدمة مخرجي في عدد من المناصب الوزارية ذروتها في مهمته الأولى كوزير للمالية في الهند بين عامي 1982-1984. شغل أيضًا منصب رئيس مجلس النواب في راجيا سابها منذ عام 1980 حتى عام 1985.
تعرض مخرجي للتهميش في الكونغرس خلال فترة رئاسة راجيف غاندي لمجلس الوزراء. نظر مخرجي إلى نفسه، وليس إلى راجيف عديم الخبرة، باعتباره الخليفة الشرعي لأنديرا بعد اغتيالها في عام 1984. خسر مخرجي في الصراع على السلطة الذي أعقب ذلك. شكل حزبه الخاص، مجلس راشتريا ساماجوادي، الذي اندمج مع الكونغرس في عام 1989 بعد التوصل إلى اتفاق مع راجيف غاندي. أُعيد إحياء مسيرة مخرجي السياسية بعد اغتيال راجيف غاندي في عام 1991؛ وذلك عندما عينه رئيس الوزراء بّي. في. ناراسيمها راو رئيسًا للجنة التخطيط في عام 1991 ووزيرًا للخارجية في عام 1995. كان مخرجي المصمم الرئيسي لصعود سونيا غاندي إلى رئاسة الحزب في عام 1998 بصفته رجل دولة قديم في الكونغرس.
فاز مخرجي بمقعد مجلس بيت الشعب (لوك سابها)، مجلس النواب المنتخب شعبيًا، لأول مرة، وذلك عندما وصل التحالف التقدمي المتحد بقيادة الكونغرس إلى السلطة في عام 2004. شغل منذ ذلك الحين عددًا من الحقائب الوزارية الرئيسية في حكومة رئيس الوزراء مانموهان سينغ حتى استقالته في عام 2012، وذلك مثل وزارة الدفاع (2004–2006)، ووزارة الشؤون الخارجية (2006–2009)، ووزارة المالية (2009–2012)، وذلك بصرف النظر عن رئاسة العديد من مجموعات الوزراء، وزعامة مجلس النواب في لوك سابها. هزم مخرجي بورنو أجنيتوك سانغما بسهولة في سباق الوصول إلى قصر راشتراباتي بهافان (المقر الرئاسي الهندي)؛ وذلك بعد تأمين الترشيح للتحالف التقدمي المتحد لرئاسة البلاد في يوليو عام 2012، إذ فاز بنسبة 70% من أصوات المجمع الانتخابي.
قرر مخرجي عدم الترشح في عام 2017 لإعادة انتخابه والتقاعد من السياسة بعد تركه الرئاسة بسبب «مضاعفات صحية تتعلق بالشيخوخة». انتهت فترة ولايته في 25 يوليو عام 2017. خلفه في منصب الرئيس رام نات كوفيند. أصبح مخرجي أول رئيس سابق للهند يلقي كلمة في حدث منظمة التطوع الوطنية (راشتريا سوايامسيفاك سانج) في يونيو عام 2018.

## الحياة السياسية
بدأ مخرجي حياته السياسية في عام 1967 كعضو مؤسس في الكونغرس البنغالي. لعب دورًا حاسمًا في تشكيل تحالف الجبهة المتحدة ضد المؤتمر الوطني الهندي قبل انتخابات عام 1967. أدار في عام 1969 حملة ميدنابور للانتخابات الفرعية لمرشح مستقل يُدعى فينغاليل كريشانان مينون. أصبح عضوًا في مجلس الراجيا سابها (مجلس الشيوخ بالبرلمان الهندي) في يوليو عام 1969 على بطاقة الكونغرس البنغالي الانتخابية. أصبح مخرجي وسيلة لتبادل الملاحظات السرية بين أنديرا غاندي وأجوي مخرجي. وضعته أنديرا غاندي في المؤتمر الوطني الهندي في عام 1972، وذلك إلى جانب دمج الكونغرس البنغالي في الحزب. أعيد انتخاب مخرجي لمجلس النواب في أعوام 1975، و1981، و1993 و1999.
أصبح مخرجي من الموالين لغاندي، ووُصِف غالبًا بأنه «رجلٌ لجميع الفصول». كان نشطًا في مجلس الوزراء الهندي خلال حالة الطوارئ الداخلية المثيرة للجدلبين عامي 1975-1977. اتُهم سياسيو الكونغرس الحاكم حينها، بمن فيهم مخرجي، باستخدام سلطات غير دستورية «لتدمير القواعد والعادات الراسخة للحكم». وجهت لجنة شاه المشكلة حديثًا من قبل حكومة جاناتا الاتهام إلى مخرجي، وذلك بعد هزيمة الكونغرس في الانتخابات العامة لعام 1977. وُجِّه الاتهام إلى اللجنة نفسها في عام 1979 بتهمة الخروج «خارج نطاق اختصاصها». خرج مخرجي سالمًا، وارتقى في سلسلة من المناصب الوزارية ليصبح وزيرًا للمالية منذ عام 1982 حتى عام 1984.
ذُكِرت ولايته بسبب عمله في تحسين الشؤون المالية للحكومة، فمكّن ذلك غاندي من تحقيق فائدة سياسية من خلال إعادة الدفعة الأخيرة من أول قرض صدر من صندوق النقد الدولي للهند. وقّع مخرجي، باعتباره وزيرًا للمالية، على الرسالة التي اقتضت بتعيين مانموهان سينغ محافظًا للبنك الاحتياطي الهندي.
أصبح مخرجي نائبًا لرئيس المجلس الوطني الانتقالي في راجيا سابها في عام 1979، وعُيِّن رئيسًا لمجلس النواب في عام 1980. اعتُبِر الوزير الأول في مجلس الوزراء الهندي، وترأس اجتماعات مجلس الوزراء في غياب رئيس الوزراء.
تعرض مخرجي للتهميش في الكونغرس الوطني الهندي بعد اغتيال أنديرا غاندي. استلم راجيف غاندي السلطة، وذلك على الرغم من أن مخرجي كان أكثر خبرة في السياسة منه. فقد مخرجي منصبه في مجلس الوزراء، وأُرسِل لإدارة لجنة كونغرس ولاية غرب البنغال براديش الإقليمية. كان يُعتبر الخليفة المحتمل لأنديرا، وذلك إلى جانب أولئك داخل حزبه الذين تحالفوا ضد راجيف غاندي، ولكنه تعرض للتهميش، وطُرِد في النهاية من التيار السائد.
أسس مخرجي حزبًا آخر في ولاية البنغال الغربية في عام 1986، وهو مؤتمر راشتريا ساماجوادي. دُمِج حزب مخرجي مع الكونغرس الوطني الهندي بعد ثلاث سنوات من التوصل إلى حل وسط مع راجيف غاندي. كان أداء الحزب رهيبًا في انتخابات الجمعية العامة لعام 1987 في ولاية البنغال الغربية. عزا العديد من المحللين كتم تطلعات مخرجي السياسية بصفته المرشد الأعلى إلى عدم قدرته على الظهور كقائد جماهيري جاذب. جاوب مخرجي عند سؤاله فيما بعد عما إذا كان يرغب في أن يصبح رئيسًا للوزراء قائلًا: «لم يكن مقر رئيس الوزراء وجهتي أبدًا». قالت قناة زي نيوز:«يفترض البيان ضغطًا في ظل التكهنات طويلة الأمد بأن مخرجي، بصقته أحد زعماء الكونغرس، كان يطمح دائمًا لشغل منصب تنفيذي أعلى». 
انتعشت حياة مخرجي السياسية بعد اغتيال راجيف غاندي في عام 1991، وبالتحديد عندما اختاره بّي. في. ناراسيمها راو لشغل منصب نائب رئيس لجنة التخطيط الهندية ثم وزيرًا في مجلس الوزراء النقابي. شغل منصب وزير الشؤون الخارجية لأول مرة منذ عام 1995 حتى عام 1996 في حكومة راو.
اعتُبِر مخرجي من الموالين لعائلة غاندي والمصمم الرئيسي لدخول سونيا غاندي في السياسة، وهي مسؤولية توجيهية اعتُقِد أنه آمن باحتواءها. شغل منصب الأمين العام للجنة الكونغرس لعموم الهند في عامي 1998-1999 بعد أن أصبحت سونيا غاندي رئيسة للكونغرس. تولى مخرجي منصب رئيس كونغرس البنغال الغربية في عام 2000، وشغل هذا المنصب حتى استقالته في عام 2010. شغل مخرجي هذا المنصب في وقت سابق في عام 1985.
أصبح مخرجي رئيسًا للمجلس في لوك سابها في عام 2004. تنافس وفاز بمقعد لوك سابها عن دائرة جانجبور الانتخابية في ولاية البنغال الغربية، والذي حافظ عليه بعد ذلك في عام 2009. تكهن البعض في عام 2004 أن مخرجي سيكون رئيسًا لوزراء الهند بعد أن رفضت سونيا غاندي أن تستلم المنصب، ولكن وقع الاختيار على مانموهان سينغ بدلًا منه.

## روابط خارجية
- براناب مخرجي على موقع IMDb (الإنجليزية)
- براناب مخرجي على موقع الموسوعة البريطانية (الإنجليزية)
- براناب مخرجي على موقع مونزينجر (الألمانية)